# Polskie Towarzystwo Limnologiczne
Polskie Towarzystwo Limnologiczne (PTLim) – towarzystwo naukowe z siedzibą w Toruniu zrzeszające naukowców zajmujących się problemami z zakresu limnologii.
Polskie Towarzystwo Limnologiczne popiera działalność naukową, naukowo-techniczną, inżynieryjną, monitoringową i szkoleniowo-dydaktyczną we wszystkich zakresach limnologii, a zwłaszcza związanych z naturalnymi i antropogenicznymi przemianami jezior, ich ochroną i zarządzaniem oraz doskonaleniem metod efektywnego jej wykorzystania w ochronie środowiska i gospodarce wodnej. PTLim zajmuje się rozwijaniem wiedzy w zakresie limnologii oraz promocją tej nauki jako jednej z dziedzin nauk o Ziemi, poprzez badanie jezior i zbiorników antropogenicznych. Badania dotyczą głównie: przemian fizycznych oraz chemicznych i biologicznych wód limnicznych, ewolucji jezior oraz ich zmian morfometrycznych, roli jezior w kształtowaniu obiegu wody w zlewni oraz ich związku z wodami powierzchniowymi i podziemnymi, limnologicznych konsekwencji użytkowania zasobów wodnych, optymalnego wykorzystania i poprawy jakości zasobów wodnych ekosystemów limnicznych. Polskie Towarzystwo Limnologiczne jest wydawcą czasopisma naukowego pt. „Limnological review”. ISSN 1642-5952.brak numeru strony